# Tom McEwen
Thomas Bruce „Tom“ McEwen, MBE (* 10. Mai 1991 in London) ist ein britischer Vielseitigkeitsreiter.